# Rotary Connection
Rotary Connection fue una banda de soul y soul psicodélico formada en Chicago en 1966 y disuelta en 1974. Fue el primer grupo de la cantante Minnie Riperton.

## Discografía
- Rotary Connection, 1967
- Aladdin, 1968
- Peace, 1968
- Songs, 1969
- Dinner Music, 1970
- Hey Love, 1971 (Como New Rotary Connection)

- Datos: Q2168041
- Multimedia: Rotary Connection / Q2168041